# Мачаїдзе Гоча Доментійович
Гоча Доментійович Мачаїдзе (нар. 21 червня 1950; Амбролаурі, Грузинська РСР, СРСР) — радянський футболіст, захисник і півзахисник. Чемпіон і володар кубка СРСР.

## Спортивна кар'єра
Вихованець тбіліської Футбольної школи молоді. Наприкінці 60-х виступав за «Металург» (Руставі) і «Локомотив» (Тбілісі). У складі «залізничників» провів один матч у першості серед команд класу «Б».
З 1971 року — у дублі тбіліського «Динамо». За основний склад дебютував 4 березня 1972 року, у кубковому матчі з харківським «Металістом» (поразка 0:2). Перший поєдинок у вищій лізі — 2 червня наступного сезону, в середині другого тайму замінив Зураба Церетелі, у матчі проти алма-атинського «Кайрата».
1973 року виконав норматив на звання «Майстер спорту» (разом з одноклубниками Малхазом Гагошідзе і Зурабом Церетелі). Повноцінним гравцем основного складу став у наступному сезоні. Володар золотої і срібної медалей чемпіонату СРСР, переможець і фіналіст кубкового турніру. Всього за «динамівців» провів 177 офіційних матчів (у тому числі тринадцять — в єврокубкових турнірах).
З 1967 року, кольори клубу захищав і старший брат — Манучар Мачаїдзе. Брати Мачаїдзе — найтитулованіший родинний дует тбіліського «Динамо» часів радянського футболу: вісім медалей чемпіонату і три нагороди за перемоги у кубку.
1979 року, у складі збірної Грузинської РСР, виступав на Спартакіаді народів СРСР. Грузинська команда, сформована виключно з гравців тбіліського «Динамо», здобула срібні нагороди турніру.
У розпалі сезону 1980 року, через конфлікт з керівництвом, залишив команду. До кінця сезону захищав кольори «Гурії». За команду з Ланчхуті провів 20 матчів у першій лізі. На початку наступного року виступав за московський «Спартак». Брав участь у грі Кубка європейських чемпіонів проти мадридського «Реала» (нічия 0:0).
Незабаром перейшов до кутаїського «Торпедо». Вніс вагомий внесок у здобуття путівки до вищої ліги і затвердження команди серед елітних клубів радянського футболу. 1982 рік став останнім в його ігровій кар'єрі. Всього в елітному дивізіоні провів 146 матчів.

## Досягнення
- Чемпіон СРСР (1): 1978
- Віце-чемпіон СРСР (1): 1977
- Володар кубка СРСР (1): 1979
- Фіналіст кубка СРСР (1): 1980
- Другий призер першої ліги (1): 1981
- Срібний призер Спартакіади народів СРСР (1): 1979

## Статистика
Статистика виступів в офіційних матчах:
| Сезон             | Команда           | Чемпіонат | Чемпіонат | Чемпіонат | Кубок | Кубок | Єврокубки | Єврокубки | Єврокубки |
| Сезон             | Команда           | Л         | І         | Г         | І     | Г     | Т         | І         | Г         |
| ----------------- | ----------------- | --------- | --------- | --------- | ----- | ----- | --------- | --------- | --------- |
| 1969              | «Локомотив» Тб    | Д-2       | 1         | 0         | —     | —     | —         | —         | —         |
| 1972              | «Динамо» Тб       | Д-1       | —         | —         | 2     | 0     | —         | —         | —         |
| 1973              | «Динамо» Тб       | Д-1       | 3         | 0         | —     | —     | —         | —         | —         |
| 1974              | «Динамо» Тб       | Д-1       | 25        | 0         | 5     | 0     | —         | —         | —         |
| 1975              | «Динамо» Тб       | Д-1       | 18        | 0         | 3     | 0     | —         | —         | —         |
| 1976              | «Динамо» Тб       | Д-1       | 6         | 0         | 2     | 0     | КК        | 1         | 0         |
| 1976              | «Динамо» Тб       | Д-1       | 5         | 1         | 2     | 0     | КК        | 1         | 0         |
| 1977              | «Динамо» Тб       | Д-1       | 19        | 1         | 1     | 0     | КУ        | 6         | 0         |
| 1978              | «Динамо» Тб       | Д-1       | 23        | 1         | 5     | 0     | КУ        | 4         | 0         |
| 1979              | «Динамо» Тб       | Д-1       | 24        | 0         | 8     | 3     | КЧ        | 2         | 0         |
| 1980              | «Динамо» Тб       | Д-1       | 10        | 0         | 4     | 0     | —         | —         | —         |
| 1980              | «Гурія»           | Д-2       | 20        | 0         | —     | —     | —         | —         | —         |
| 1981              | «Спартак» М       | Д-1       | 1         | 0         | 1     | 0     | КЧ        | 1         | 0         |
| 1981              | «Торпедо» Кт      | Д-2       | 27        | 1         | —     | —     | —         | —         | —         |
| 1982              | «Торпедо» Кт      | Д-1       | 12        | 0         | 3     | 0     | —         | —         | —         |
| Усього за кар'єру | Усього за кар'єру | Д-1       | 146       | 3         | 34    | 3     | —         | 14        | 0         |
| Усього за кар'єру | Усього за кар'єру | Д-2       | 48        | 1         | 34    | 3     | —         | 14        | 0         |